# Campionatul European de Fotbal Sub-19 2025
Campionatul European de Fotbal Sub-19 2025 a fost cea de-a 22-a ediție a Campionatului European de Fotbal Sub-19 (ediția a 72-a, dacă sunt incluse și perioadele Sub-18 și Junior), campionatul internațional anual de fotbal pentru tineret organizat de UEFA pentru echipele naționale masculine Sub-19 din Europa. România, care a fost selectată de UEFA pe 19 aprilie 2021, a fost gazda turneului. La turneu au participat un total de 8 echipe, cu jucători născuți la sau după 1 ianuarie 2006.

## Stadioane
| Rapid-Giulești     | Arcul de Triumf            | Ilie Oană                  |                            |                            |                            |
| Capacitate: 14.047 | Capacitate: 8.027          | Capacitate: 15.073         |                            |                            |                            |
|                    |                            |                            |                            |                            |                            |
| Voluntari          | BucureștiVoluntariPloiești | BucureștiVoluntariPloiești | BucureștiVoluntariPloiești | BucureștiVoluntariPloiești | BucureștiVoluntariPloiești |
| Anghel Iordănescu  | BucureștiVoluntariPloiești | BucureștiVoluntariPloiești | BucureștiVoluntariPloiești | BucureștiVoluntariPloiești | BucureștiVoluntariPloiești |
| Capacitate: 4.518  | BucureștiVoluntariPloiești | BucureștiVoluntariPloiești | BucureștiVoluntariPloiești | BucureștiVoluntariPloiești | BucureștiVoluntariPloiești |
|                    | BucureștiVoluntariPloiești | BucureștiVoluntariPloiești | BucureștiVoluntariPloiești | BucureștiVoluntariPloiești | BucureștiVoluntariPloiești |

## Echipele calificate
Următoarele echipe s-au calificat la turneul final.
Notă: Toate statisticile privind aparițiile includ doar perioada Sub-19 (din 2002).
| Echipă        | Metoda de calificare           | Apariții | Ultima apariție | Cea mai bună performanță                                         |
| ------------- | ------------------------------ | -------- | --------------- | ---------------------------------------------------------------- |
| România       | Gazdă                          | 3        | 2022            | Faza grupelor (2011, 2022)                                       |
| Germania      | Runda de elită Grupa 6 locul 1 | 10       | 2017            | Campioană (2008, 2014)                                           |
| Spania        | Runda de elită Grupa 5 locul 1 | 15       | 2024            | Campioană (2002, 2004, 2006, 2007, 2011, 2012, 2015, 2019, 2024) |
| Danemarca     | Runda de elită Grupa 1 locul 1 | 2        | 2024            | Faza grupelor (2024)                                             |
| Muntenegru    | Runda de elită Grupa 2 locul 1 | 1        | Debut           | Debut                                                            |
| Țările de Jos | Runda de elită Grupa 3 locul 1 | 6        | 2017            | Semifinale (2017)                                                |
| Norvegia      | Runda de elită Grupa 4 locul 1 | 8        | 2024            | Semifinale (2023)                                                |
| Anglia        | Runda de elită Grupa 7 locul 1 | 12       | 2022            | Campioană (2017, 2022)                                           |

## Faza grupelor
Câștigătoarele de grupă și echipele ce se clasează pe locul 2 avansează în semifinală.
| Reguli de departajare pentru faza grupelor |
| --- |
| În faza grupelor, echipele sunt clasate în funcție de puncte (3 puncte pentru victorie, un punct pentru egal, 0 puncte pentru înfrângere), iar dacă se află la egalitate la puncte, se aplică următoarele criterii de departajare, în ordinea dată, pentru a determina clasamentele: 1. Puncte în meciurile directe între echipele aflate la egalitate; 2. Diferență de goluri în meciurile directe între echipele aflate la egalitate; 3. Goluri marcate în meciurile directe între echipele aflate la egalitate; 4. Dacă mai mult de două echipe sunt aflate la egalitate, iar după aplicarea tuturor criteriilor de meciuri directe de mai sus, un subset de echipe este în continuare la egalitate, toate criteriile de meciuri directe de mai sus sunt reaplicate exclusiv acestui subset de echipe; 5. Diferența de goluri în toate meciurile din grupă; 6. Goluri marcate în toate meciurile din grupă; 7. Lovituri de departajare dacă doar două echipe au același număr de puncte și se întâlnesc în ultima etapă a grupei și sunt la egalitate după aplicarea tuturor criteriilor de mai sus (nu se utilizează acest criteriu dacă mai mult de două echipe au același număr de puncte sau dacă clasările lor nu sunt relevante pentru calificarea pentru etapa următoare); 8. Puncte disciplinare - Cartonaș galben: −1 punct; - Cartonaș roșu indirect (al doilea cartonaș galben): −3 puncte; - Cartonaș roșu direct: −3 puncte; 9. Clasamentul coeficientului UEFA pentru tragerea la sorți în calificări; 10. Tragere la sorți. |

Toate orele sunt locale, EEST (UTC+3).

### Grupa A
| Loc | Echipă      | Pct. | MJ | V | E | Î | GM | GP | DG  | Calificare        |
| --- | ----------- | ---- | -- | - | - | - | -- | -- | --- | ----------------- |
| 1.  | Spania      | 9    | 3  | 3 | 0 | 0 | 9  | 1  | +8  | Faza eliminatorie |
| 2.  | România (H) | 6    | 3  | 2 | 0 | 1 | 6  | 4  | +2  | Faza eliminatorie |
| 3.  | Danemarca   | 3    | 3  | 1 | 0 | 2 | 5  | 4  | +1  |                   |
| 4.  | Muntenegru  | 0    | 3  | 0 | 0 | 3 | 1  | 12 | −11 |                   |

| Spania       | 1–0    | Danemarca |
| ------------ | ------ | --------- |
| - Merino 45' | Raport |           |

| România                    | 2–1    | Muntenegru     |
| -------------------------- | ------ | -------------- |
| - Marincău 63' - Barbu 90' | Raport | - Vlahović 13' |

| Danemarca                                             | 5–0    | Muntenegru |
| ----------------------------------------------------- | ------ | ---------- |
| - Berthelsen 9' - Themsen 32', 52' - Agyekum 68', 74' | Raport |            |

| România         | 1–3    | Spania                                     |
| --------------- | ------ | ------------------------------------------ |
| - Szimionaș 49' | Raport | - Cordero 3' - Martín 67' - Monserrate 73' |

| Danemarca | 0–3    | România                                |
| --------- | ------ | -------------------------------------- |
|           | Raport | - Guțea 34' - Barbu 58' - Vermeșan 77' |

| Muntenegru | 0–5    | Spania                                                   |
| ---------- | ------ | -------------------------------------------------------- |
|            | Raport | - Junyent 14', 28', 65' - Virgili 16' - Huestamendia 35' |

### Grupa B
| Loc | Echipă        | Pct. | MJ | V | E | Î | GM | GP | DG | Calificare        |
| --- | ------------- | ---- | -- | - | - | - | -- | -- | -- | ----------------- |
| 1.  | Țările de Jos | 9    | 3  | 3 | 0 | 0 | 9  | 2  | +7 | Faza eliminatorie |
| 2.  | Germania      | 4    | 3  | 1 | 1 | 1 | 7  | 9  | −2 | Faza eliminatorie |
| 3.  | Anglia        | 2    | 3  | 0 | 2 | 1 | 9  | 11 | −2 |                   |
| 4.  | Norvegia      | 1    | 3  | 0 | 1 | 2 | 3  | 6  | −3 |                   |

| Anglia                          | 2–2    | Norvegia                             |
| ------------------------------- | ------ | ------------------------------------ |
| - Watson 11' - Moore 80' (pen.) | Raport | - Røssing-Lelesiit 18' - Granaas 45' |

| Germania | 0–3    | Țările de Jos                    |
| -------- | ------ | -------------------------------- |
|          | Raport | - Oufkir 43', 90+1' - Smit 90+4' |

| Norvegia | 0–2    | Țările de Jos           |
| -------- | ------ | ----------------------- |
|          | Raport | - Smit 65' - Konadu 83' |

| Germania                                                   | 5–5    | Anglia                                                                 |
| ---------------------------------------------------------- | ------ | ---------------------------------------------------------------------- |
| - Darvich 7' - El Mala 31', 48' - Moerstedt 42' - Wurm 44' | Raport | - King 35' - Wheatley 52' - Russell-Denny 55' - Abbott 61' - Derry 63' |

| Norvegia      | 1–2    | Germania                        |
| ------------- | ------ | ------------------------------- |
| - Granaas 72' | Raport | - Ouédraogo 85' - El Mala 90+1' |

| Țările de Jos                                              | 4–2    | Anglia                       |
| ---------------------------------------------------------- | ------ | ---------------------------- |
| - Smit 22' - Redmond 35', 69' - Vennegoor of Hesselink 42' | Raport | - Wheatley 52' - Derry 90+3' |

## Faza eliminatorie
În faza eliminatorie, prelungirile și loviturile de departajare sunt folosite pentru a decide câștigătorii, dacă este necesar.
|  | Semifinale                             | Semifinale    |                                       |   | Finala | Finala |
|  |                                        |               |                                       |   |        |        |
|  | 23 iunie – București (Arcul de Triumf) |               |                                       |   |        |        |
|  |                                        |               |                                       |   |        |        |
|  | Spania (d.p.)                          | 6             |                                       |   |        |        |
|  | Spania (d.p.)                          | 6             | 26 iunie – București (Rapid-Giulești) |   |        |        |
|  | Germania                               | 5             |                                       |   |        |        |
|  | Germania                               | 5             | Spania                                | 0 |        |        |
|  | 23 iunie – București (Rapid-Giulești)  |               | Spania                                | 0 |        |        |
|  |                                        | Țările de Jos | 1                                     |   |        |        |
|  | Țările de Jos                          | Țările de Jos | 1                                     | 3 |        |        |
|  | Țările de Jos                          |               |                                       | 3 |        |        |
|  | România                                | 1             |                                       |   |        |        |
|  | România                                | 1             |                                       |   |        |        |

### Semifinale
| Spania                                                        | 6–5 (d.p.) | Germania                                                 |
| ------------------------------------------------------------- | ---------- | -------------------------------------------------------- |
| - García 61', 90+1', 90+5', 119' - Marqués 97' - Virgili 113' | Raport     | - Moerstedt 28', 104', 107' - El Mala 78' - Cuenca 90+9' |

| Țările de Jos                       | 3–1    | România     |
| ----------------------------------- | ------ | ----------- |
| - Konadu 36' - Smit 42' - Sliti 53' | Raport | - Barbu 68' |

### Finala
| Spania | 0–1    | Țările de Jos     |
| ------ | ------ | ----------------- |
|        | Raport | - Jiménez 63' (a) |